# Beselga (Penedono)
Beselga é uma povoação portuguesa sede da Freguesia de Beselga do Município de Penedono, freguesia com 15,19 km² de área e 270 habitantes (censo de 2021), tendo, por isso, uma densidade populacional de 17,8 hab./km².
A principal atividade económica é a agricultura.

## Demografia
A população registada nos censos foi:
| Distribuição da População por Grupos Etários | Distribuição da População por Grupos Etários | Distribuição da População por Grupos Etários | Distribuição da População por Grupos Etários | Distribuição da População por Grupos Etários |
| -------------------------------------------- | -------------------------------------------- | -------------------------------------------- | -------------------------------------------- | -------------------------------------------- |
| Ano                                          | 0-14 Anos                                    | 15-24 Anos                                   | 25-64 Anos                                   | > 65 Anos                                    |
| 2001                                         | 44                                           | 46                                           | 158                                          | 106                                          |
| 2011                                         | 32                                           | 26                                           | 140                                          | 123                                          |
| 2021                                         | 10                                           | 24                                           | 125                                          | 111                                          |

## Património edificado
- Igreja Matriz de Beselga
- Capela do Senhor dos Passos
- Ponte
- Cruzeiros

## Festas e Romarias
No 1º domingo de Setembro. Tem lugar na freguesia a Festa do Divino Senhor dos Passos

## Gastronomia
A principal especialidade gastronómica da freguesia é a filhós. Cação no forno com coentros é igualmente uma grande especialidade desta terra.

## Artesanato
Na freguesia ainda se fazem trabalho em Cyperus rotundus.

## Associações
- Associação Humanitária Cultural e Recreativa Beselguense

Promove o convívio entre o meio ambiente e diferentes gerações com caminhadas, jogos tradicionais, jogos radicais e, principalmente, no BTT sendo a organização de elevada categoria, a melhor a nível distrital. As maratonas e passeios de BTT contam com a participação de pessoas oriundas de todo o país, sendo que neste último ano foram mais de 400 os bttistas que visitaram paisagens lindíssimas, tendo como fundo um dos mais belos castelos de Portugal. 
- Grupo Cultural e Desportivo "OS CEIREIROS"

Tem como principais actividades a participação no campeonato distrital de Viseu, primeira divisão (Futebol de 11 - seniores-masculinos) e a missão de preservar e dinamizar o artesanato local e que para além de nos caracterizar é único a nível mundial (artesanato em junça e que nos caracteriza como Ceireiros). É uma associação relativamente recente (Fundada em 2005. 
- Associação de Regantes e Beneficiários da Barragem de Dama